# Robert Walker (színművész, 1940–2019)
Robert Hudson Walker Jr. (New York-Queens, New York, 1940. április 15. – Malibu, Kalifornia, 2019. december 5.) Golden Globe-díjas amerikai színész. 
Robert Walker Sr. és Jennifer Jones színészek fia.

## Filmjei
Mozifilmek
- A csapda (The Hook) (1963)
- The Ceremony (1963)
- Ensign Pulver (1964)
- Rabold el az aranyat! (The War Wagon) (1967)
- Heten, mint a gonoszok (The Savage Seven) (1968)
- The Face of Eve (1968)
- Agilok & Blubbo (1969)
- Szelíd motorosok (Easy Rider) (1969)
- Az ifjú Billy Young (Young Billy Young) (1969)
- The Man from O.R.G.Y. (1970)
- La route de Salina (1970)
- Beware! The Blob (1972)
- Don Juan, avagy ha Don Juan nő lett volna (Don Juan ou Si Don Juan était une femme...) (1973)
- Hex (1973)
- Olivia (1983)
- The Devonsville Terror (1983)
- Hambone and Hillie (1983)
- Heaven's War (2018)

Tv-sorozatok
- First Performance (1957, egy epizódban)
- The Big Valley (1965, egy epizódban)
- Star Trek (1966, egy epizódban)
- Bonanza (1967, egy epizódban)
- Támadás egy idegen bolygóról (The Invaders) (1967, egy epizódban)
- Columbo (1974, egy epizódban)
- San Francisco utcáin (The Street of San Francisco) (1975, egy epizódban)
- Quincy M.E. (1977, egy epizódban)
- Charlie angyalai (Charlie’s Angels) (1979, egy epizódban)
- Dallas (1985–1986, három epizódban)
- Gyilkos sorok (Murder, She Wrote) (1987, 1990, két epizódban)